# Hille
Hille [ˈhɪl̩ə]  ist eine Gemeinde im Kreis Minden-Lübbecke im Norden Ostwestfalens mit rund 16.000 Einwohnern. Sie wurde 1973 im Rahmen der kommunalen Neugliederung Nordrhein-Westfalens durch den Zusammenschluss von neun Gemeinden des Mindener Landes gebildet. Namensgeber ist das Dorf Hille.
Das 102,99 km² große Gemeindegebiet liegt in zentraler Position des 1973 aus zwei Altkreisen neugeschaffenen Kreises Minden-Lübbecke. Naturräumlich gehört es größtenteils dem Norddeutschen Flachland an und reicht im Süden bis zum Kamm des Wiehengebirges.
Während des Heiligen Römischen Reiches gehörte das Gebiet der Gemeinde zum Bistum Minden und wurde von den dortigen Herren geprägt. 1648 wurde das Bistum säkularisiert und fiel unter der Bezeichnung Fürstentum Minden an Brandenburg-Preußen. Seit 1946 gehört Hille mit dem Mindener Land zu Nordrhein-Westfalen. Nach dem Zweiten Weltkrieg stieg die Bevölkerungszahl, besonders durch Zuzug von Flüchtlingen, merklich an.
Zu Beginn des 20. Jahrhunderts wurde Hille an die Mindener Kreisbahnen angeschlossen. Der Bau des Mittellandkanals von 1911 bis 1915 durch die moorige Landschaft vor dem Wiehengebirge verschaffte der binnenländischen Gemeinde Hille einen Hafen mit Umschlagsmöglichkeit auf Straße und Eisenbahn.
Im ländlichen Hiller Raum hat sich die Wirtschaftsstruktur, die früher stark von der Landwirtschaft geprägt war, durch vielfältige industrielle und handwerkliche Produktions-, Handels- und Dienstleistungsunternehmen erweitert.

## Geografie

### Geographische Lage und Nachbarkommunen

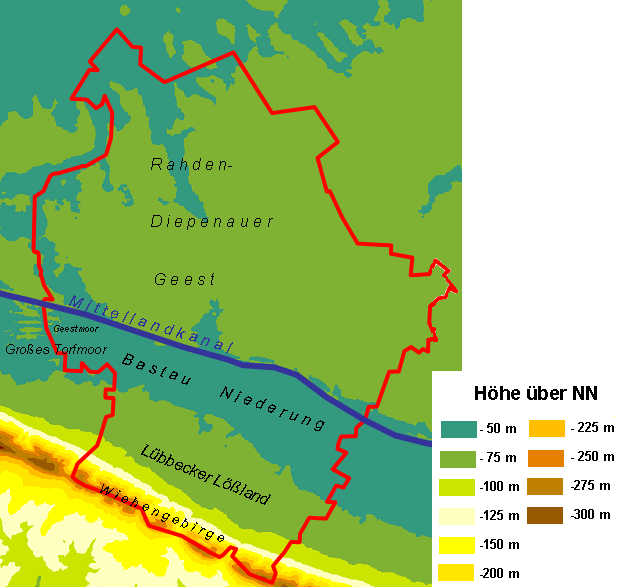
Die Topographie der Gemeinde Hille

Die als „Große Landgemeinde“ klassifizierte Gemeinde Hille liegt im Nordosten des Bundeslandes Nordrhein-Westfalen im Regierungsbezirk Detmold.
Der größte Teil des Gemeindegebiets gehört zum Norddeutschen Tiefland, im Süden steigt das Gelände zum Kamm des Wiehengebirges an. Dort liegt der höchste Punkt im Haddenhauser Berg im Ortsteil Rothenuffeln mit 261 m ü. NN, in der Tiefebene liegt der niedrigste Punkt im Moor des Ortsteils Hartum mit 47,7 m ü. NN. Von Osten nach Westen erstreckt sich Hille über 11,8 km, von Norden nach Süden über 15,4 km.
Die Nordgrenze von Hille, das im Zentrum des Kreises Minden-Lübbecke liegt, bildet die Landesgrenze von Nordrhein-Westfalen zu Niedersachsen, benachbart ist die niedersächsische Samtgemeinde Uchte. Nordöstlich von Hille liegt auf nordrhein-westfälischem Gebiet Petershagen, dann folgen im Uhrzeigersinn die Kreisstadt Minden im Osten, Bad Oeynhausen im Süden, Hüllhorst im Südwesten und im Westen Lübbecke und Espelkamp.

### Naturraum
Hille hat Anteil an den Naturräumen Wiehengebirge, Lübbecker Lößland, Bastauniederung und Rahden-Diepenauer Geest. Der südliche Teil, der Rothenuffelner Lößhang, befindet sich in der Übergangszone vom Norddeutschen Tiefland zum Mittelgebirge. Die kammartige Struktur des Wiehengebirges schließt in einer Art Riegel die Gemeinde Hille gegen das südlich gelegene Ravensberger Hügelland hin ab.
Im Gebiet der Bastauniederung bildeten sich Moore aus, die zur Weser hin entwässert werden. Deren Restgebiet wird heute als Großes Torfmoor bezeichnet. Das Moor setzte sich in früherer Zeit östlich bis in den Raum Minden fort. Jahrhundertelanger Torfabbau führte zur Umwandlung in die Bastauwiesen, ein seit 1980 als Naturschutzgebiet ausgewiesenes wichtiges Feuchtbiotop.
Zwei Flüsse gliedern das Gebiet: Das Wasser vom Nordhang des Wiehengebirges wird von der Bastau gesammelt, die das Gebiet nach Osten hin entwässert und bei Minden in die Weser mündet. Die Ösper, die im nördlichen Teil von Hille entspringt, fließt nach Nordosten und mündet bei Petershagen in die Weser.
Die Gemeinde Hille wird im nördlichen Teil der Bastauniederung durch den von Osten nach Westen verlaufenden Mittellandkanal durchzogen. Die nördlich anschließende Hartumer Lößplatte ist stärker besiedelt und agrarisch intensiv genutzt. Ganz im Norden der Gemeinde liegt im Grenzgebiet zur Stadt Petershagen das Naturschutzgebiet Mindener Wald, ein Staatsforst, der lange im Besitz des Bistums Minden war. Die lockere Agrarlandschaft wird durch ein Netz aus Streusiedlungen und Einzelhöfen geprägt, die von Hofgehölzen und Hecken gegliedert werden. Auf den Höhen des Wiehengebirges sowie im Norden finden sich Wälder, in Niederungen und auf moorigen Böden Wiesen.
In dem Gebiet der Gemeinde Hille kommt der Weißstorch vor, dessen Wiederansiedlung und Bestandspflege unterstützt wird.

### Geologie

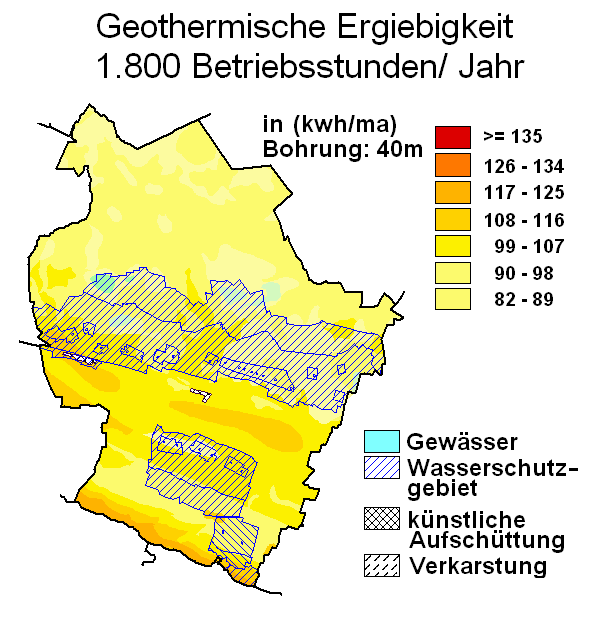
Geothermische Karte von Hille

Das Gemeindegebiet ist hauptsächlich durch die periglazialen und postglazialen Überformungsprozesse während und nach der Saalevereisung geprägt. Als das Gebiet noch von Eis bedeckt war, hatte das Wasser eine vorwiegend nach Süden, zur heutigen Entwässerungsrichtung entgegengesetzte Fließrichtung. Es sammelte sich in einer Flusslandschaft nördlich des Wiehengebirges, um dann nach Westen hin dem Meer zuzustreben. In diesem Urstromtal entwickelten sich ausgedehnte Moore, die lange Zeit für die Menschen nur schwer überwindbar waren.
Der von quartären Sedimenten überdeckte Untergrund besteht aus Ablagerungen der Kreidezeit, während nach Süden hin im Wiehengebirgsvorland ältere Sedimente des obersten Jura folgen. Der Wiehengebirgskamm besteht ebenfalls aus Schichtfolgen des Oberjura.
Hille eignet sich bis auf wenige ungeeignete Standorte mittelmäßig bis gut, in Hang- und Kammlagen sehr gut, zur Nutzung von geothermischen Wärmequellen mittels Erdwärmesonde und Wärmegewinnung durch Wärmepumpenheizungen (vgl. dazu die nebenstehende Karte).

### Boden und Flächennutzung
Die Qualität des Bodens variiert im Gemeindegebiet mit Auswirkungen auf die Siedlungsstruktur. Auf den höher liegenden Flächen zwischen Bastauniederung und Wiehengebirge, dem fruchtbaren Lübbecker Lößland, entstanden die Siedlungen Rothenuffeln, Oberlübbe, Unterlübbe und Eickhorst. Nördlich der moorigen Bastauniederung, in der auf Gleyen und Auenböden früher kein nennenswerter Ackerbau betrieben werden konnte und bis heute vorwiegend als Grünland genutzt wird, schließt sich die Hartumer Lößplatte an, wo auf Parabraunerden gute Ackerbaumöglichkeiten vorherrschen. Dort finden sich die Ortschaften Hartum, Nordhemmern, Südhemmern und Holzhausen II. Das Lößgebiet setzt sich im Westen hinter dem Fluss Flöthe fort, hier ist das Dorf Hille der Siedlungsschwerpunkt. Im Nordosten der Gemeinde Hille finden sich auf sandige Böden mit Braunerden rund um Wittloge größere Waldanteile.
| Fläche nach Nutzungsart    | Landwirt- schaftsfläche | Wald-  | Gebäude-, Frei-, Betriebsfläche | Verkehrs- fläche | Wasser- fläche | Sport- und Grünfläche | Sonstige Nutzung |
| -------------------------- | ----------------------- | ------ | ------------------------------- | ---------------- | -------------- | --------------------- | ---------------- |
| Fläche in km²              | 76,05                   | 7,76   | 8,82                            | 6,31             | 2,25           | 0,65                  | 1,15             |
| Anteil an der Gesamtfläche | 73,84 %                 | 7,53 % | 8,56 %                          | 6,13 %           | 2,18 %         | 0,63 %                | 1,12 %           |

### Gemeindegliederung

Ortsteile der Gemeinde Hille

Die Gemeinde Hille wurde zum 1. Januar 1973 im Zuge der Umsetzung des Bielefeld-Gesetzes im Rahmen der nordrhein-westfälischen Kommunalreform geschaffen. Dabei wurden die bis dahin eigenständigen Gemeinden Eickhorst, Hartum, Hille, Holzhausen II, Nordhemmern und Südhemmern aus dem Amt Hartum sowie Oberlübbe, Rothenuffeln und Unterlübbe aus dem Amt Dützen im Altkreis Minden zusammengeschlossen. In den östlichen Randbereichen wurden Teile der Gemeinden Hartum und Holzhausen II an die Stadt Minden abgegeben, im Gegenzug wurden einige Flurstücke der Gemeinde Hahlen in die Gemeinde Hille eingegliedert. Die Ämter Hartum und Dützen wurden aufgelöst; die Gemeinde Hille ist Rechtsnachfolgerin des Amtes Hartum. Als Rathaus wurde das bisherige, relativ neue Amtshaus Hartum bestimmt, das sehr dezentral in der neu gebildeten Gemeinde liegt.
Nach § 3 Abs. 1 ihrer Hauptsatzung gliedert sich die Gemeinde Hille in folgende neun Ortschaften:
- Eickhorst
- Hartum
- Hille
- Holzhausen II
- Nordhemmern
- Oberlübbe
- Rothenuffeln
- Südhemmern
- Unterlübbe

## Geschichte
Einzelsiedlungen wie Hilferdingsen, Eicksen und Holzhausen sind schon im 11. Jh. belegt. Hille wird erstmals 1170 verschriftlicht. Es kann niederdeutsch hilde, hille (‚Erhebung, kleiner Hügel‘) zugrunde liegen.
Hille ist bis in die heutige Zeit hinein geprägt durch seine landwirtschaftliche Struktur. Neben den großen Bauernhöfen, die bedingt durch den fruchtbaren Lößboden vor allem auf der Hartumer Lößplatte entstanden, gab es bis ins 19. Jahrhundert hinein vielen kleine Heuerlingsstätten, deren Inhaber ein Zubrot durch handwerkliche Arbeiten wie zum Beispiel die Leinenweberei und die Zigarrenmacherei verdienten, die im 19. Jahrhundert in Hille aufkam. Besonders im 19. Jahrhundert wanderten aber auch viele Menschen aus den heutigen Hiller Gemeindeteilen in die USA aus. Ziel war dabei oft New York und hier in der weiteren Umgebung Schenectady. Andere Hiller gingen als sogenannte Hollandgänger zu Fuß bis in die Niederlande, um dort Gras zu mähen. Auch dort blieben einige Hiller für immer.

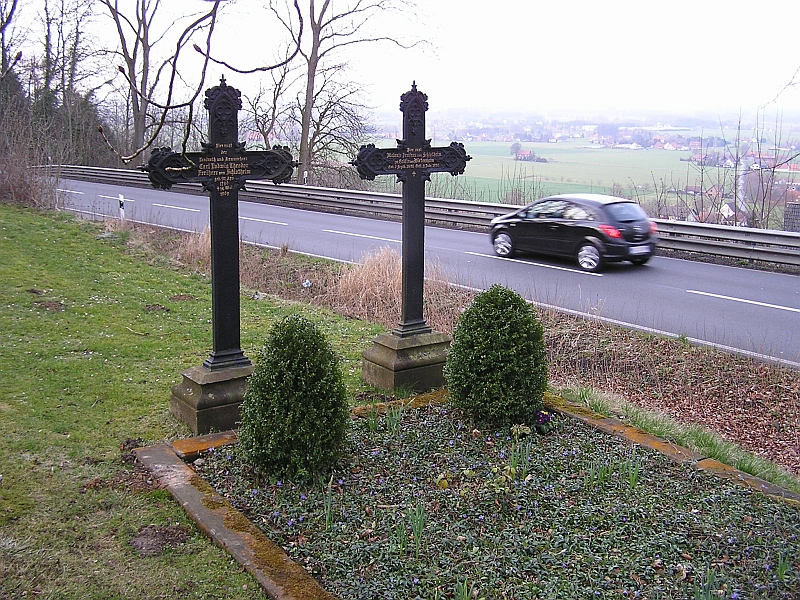
Grab des Landrats Carl von Schlotheim am Pass von Bergkirchen im Ortsteil Rothenuffeln

Mitte des 19. Jahrhunderts wurde die Infrastruktur durch ein großes Straßenbauprogramm des Mindener Landrates Carl von Schlotheim mit einer Passstraße über das Wiehengebirge zum Südteil des Kreises Minden ausgebaut. Dieses war auch als eine Arbeitsbeschaffungsmaßnahme zu betrachten, die dem Kreis zu einem wirtschaftlichen Aufschwung verhalf.
Im frühen 20. Jahrhundert erreichte die Eisenbahn diese ländliche Region. 1903 eröffneten die Mindener Kreisbahnen eine Schmalspurstrecke von Minden bis Eickhorst. 1907 wurde diese Kleinbahn bis Lübbecke verlängert. Die Bahn wurde später auf Normalspur umgestellt. Aufgabe dieser preußischen Nebenbahn als Meliorationsbahn war es, die landwirtschaftlich geprägten Gebiete zu erschließen: Anlieferung von Kunstdünger, Abtransport von landwirtschaftlichen Produkten in die Kreisstädte Minden und Lübbecke und von hier über die dort vorhandenen Staatsbahnen in weitere Städte. Der Bau der Mindener Kreisbahnen war zudem eine gut organisierte Arbeitsbeschaffungsmaßnahme, tausende Arbeiter erhielten beim Streckenbau Lohn und Brot. Der Abschnitt Lübbecke–Hille wurde 1967 stillgelegt und anschließend abgebaut. Zwischen Hille (Hafen) und Minden findet noch heute Güterverkehr statt. Auch Oberlübbe hatte von 1897 bis 1937 einen Anschluss an eine Kleinbahn. Der „Wallücker Willem“ verband den Steinbruch bei Wallücke im Wiehengebirge nach Süden mit Löhne und Kirchlengern und beförderte neben Eisenerz auch Personen.
Lange Zeit wurde von fast allen Hillern Platt gesprochen, das von Gemeindeteil zu Gemeindeteil durchaus größere Unterschiede aufweisen kann. Heutzutage ist der Gebrauch dieser Sprache stark rückläufig.

### Religionen

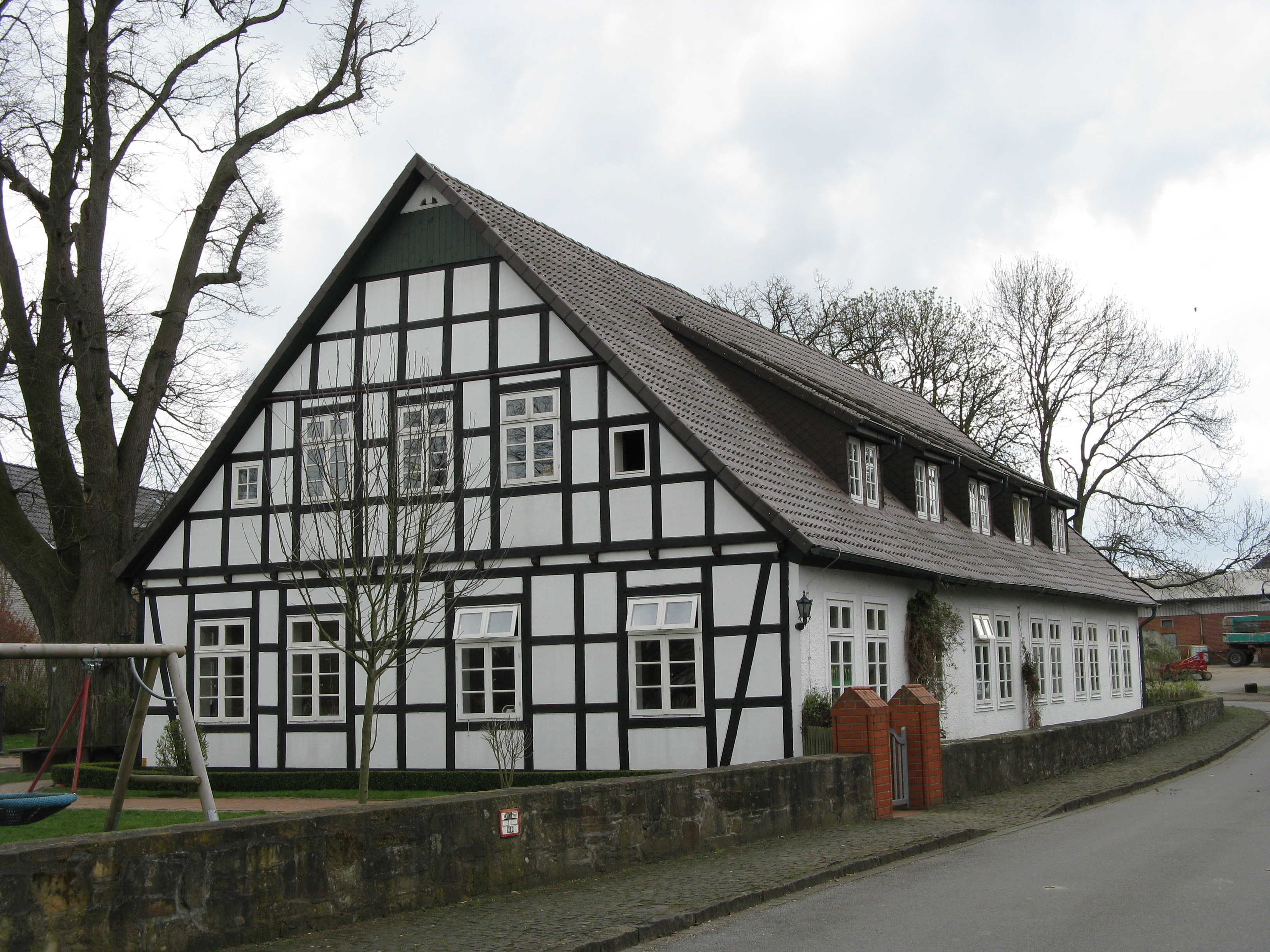
Altes Pfarrhaus in Hille-Dorf

Alle Dörfer der Gemeinde Hille sind wie die Stadt Minden 1550 mit der Einführung der Reformation evangelisch-lutherisch geworden. Zur preußischen Zeit wurde das Gebiet der Kirchenprovinz Westfalen zugeordnet und gehört heute zur landeskirchlichen Evangelischen Kirche von Westfalen, die zu den unierten Kirchen gehört. Die Kirchengemeinden sind inzwischen teilweise fusioniert, eine Gemeinde umfasst das Gebiet mehrerer Dörfer. Ein Teil der alten Kirchengebäude wurde abgegeben und durch Neubauten ersetzt, z. B. das Alte Pfarrhaus in Hille.
Durch die Aufnahme der Flüchtlinge des Zweiten Weltkriegs entstand eine katholische Gemeinde. Die einzige katholische Kirche der Gemeinde liegt im Ortskern (Brennhorster Straße) und gehört heute zum Pastoralverbund Mindener Land im Erzbistum Paderborn.

### Einwohnerentwicklung
Die folgende Übersicht zeigt die Einwohnerzahlen der Gemeinde Hille nach dem jeweiligen Gebietsstand. Bei den Zahlen handelt es sich bis 1970 und für 1987 um Volkszählungsergebnisse und ab 1975 um amtliche Fortschreibungen des Statistischen Landesamtes. Die Zahlen für 1975, 1980 und 1985 sind geschätzte Werte, die Zahlen ab 1990 Fortschreibungen auf Basis der Ergebnisse der Volkszählung von 1987. Die Angaben beziehen sich bis 1985 auf die Wohnbevölkerung und ab 1987 auf die Bevölkerung am Ort der Hauptwohnung.
Hille nach dem Gebietsstand bis 1972
| Jahr            | Einwohner |
| --------------- | --------- |
| 1961 (6. Juni)  | 3.755     |
| 1970 (27. Mai)  | 3.815     |
| 1972 (31. Dez.) | 3.767     |

Hille nach dem Gebietsstand ab 1973
| Jahr            | Einwohner |
| --------------- | --------- |
| 1950 (13. Sep.) | 15.734    |
| 1961 (6. Juni)  | 14.520    |
| 1970 (27. Mai)  | 14.777    |
| 1972 (31. Dez.) | 14.811    |
| 1974 (30. Juni) | 14.640    |
| 1975 (31. Dez.) | 14.499    |

| Jahr            | Einwohner |
| --------------- | --------- |
| 1980 (31. Dez.) | 14.136    |
| 1985 (31. Dez.) | 13.964    |
| 1987 (25. Mai)  | 14.256    |
| 1990 (31. Dez.) | 14.727    |
| 1995 (31. Dez.) | 15.857    |
| 2000 (31. Dez.) | 16.571    |

| Jahr            | Einwohner |
| --------------- | --------- |
| 2005 (31. Dez.) | 16.554    |
| 2012 (31. Dez.) | 15.900    |
| 2017 (31. Dez.) | 15.620    |
| 2023 (31. Dez.) | 15.731    |

## Politik

### Gemeinderat
Der Gemeinderat der Gemeinde Hille umfasst 30 Sitze plus den des hauptamtlichen Bürgermeisters. Die Mitglieder des Rates werden für die Dauer von fünf Jahren gewählt.
Die Ergebnisse der Kommunalwahl am 13. September 2020 können den nebenstehenden Diagrammen entnommen werden.
Die folgende Tabelle zeigt die Kommunalwahlergebnisse seit 1975:
| [ 15 ] [ 16 ] [ 17 ] | 2020  | 2020  | 2014  | 2014 | 2009  | 2009  | 2004  | 2004  | 1999  | 1999  | 1994  | 1994  | 1989  | 1989  | 1984  | 1984  | 1979  | 1979  | 1975  | 1975  |
| Partei               | Sitze | %     | Sitze | %    | Sitze | %     | Sitze | %     | Sitze | %     | Sitze | %     | Sitze | %     | Sitze | %     | Sitze | %     | Sitze | %     |
| -------------------- | ----- | ----- | ----- | ---- | ----- | ----- | ----- | ----- | ----- | ----- | ----- | ----- | ----- | ----- | ----- | ----- | ----- | ----- | ----- | ----- |
| CDU                  | 11    | 37,80 | 12    | 39,2 | 12    | 39,76 | 15    | 45,14 | 14    | 44,74 | 12    | 37,81 | 11    | 32,35 | 14    | 41,10 | 14    | 42,01 | 14    | 41,03 |
| SPD                  | 10    | 32,61 | 13    | 40,1 | 12    | 36,73 | 11    | 35,15 | 12    | 35,81 | 14    | 41,85 | 16    | 44,63 | 13    | 39,27 | 13    | 38,83 | 13    | 39,83 |
| FDP                  | 2     | 7,41  | 3     | 9,0  | 4     | 12,89 | 3     | 10,52 | 3     | 10,19 | 3     | 8,41  | 3     | 9,80  | 3     | 10,99 | 5     | 17,17 | 6     | 19,13 |
| FWG1                 | 2     | 4,93  | 2     | 4,8  | 2     | 5,87  | 2     | 4,74  | 2     | 5,18  | 2     | 5,85  | 3     | 8,50  | −     | −     | −     | −     | −     | −     |
| Grüne                | 4     | 13,45 | 2     | 7,0  | 2     | 4,84  | 1     | 4,45  | 1     | 4,08  | 2     | 6,08  | 0     | 4,72  | 2     | 6,54  | −     | −     | −     | −     |
| AfD                  | 1     | 3,80  | −     | −    | −     | −     | −     | −     | −     | −     | −     | −     | −     | −     | −     | −     | −     | −     | −     | −     |
| Einzelbewerber       | −     | −     | −     | −    | −     | −     | −     | −     | −     | −     | −     | −     | −     | −     | 0     | 2,09  | 1     | 1,99  | −     | −     |
| Gesamt2              | 30    | 100   | 32    | 100  | 32    | 100   | 32    | 100   | 32    | 100   | 33    | 100   | 33    | 100   | 32    | 100   | 33    | 100   | 33    | 100   |
| Wahlbeteiligung      | 64,68 | 64,68 | 58,6  | 58,6 | 67,15 | 67,15 | 68,44 | 68,44 | 66,36 | 66,36 | 85,13 | 85,13 | 75,56 | 75,56 | 78,73 | 78,73 | 82,65 | 82,65 | 88,84 | 88,84 |

1Freie Wählergemeinschaft

2ohne Berücksichtigung von Rundungsdifferenzen

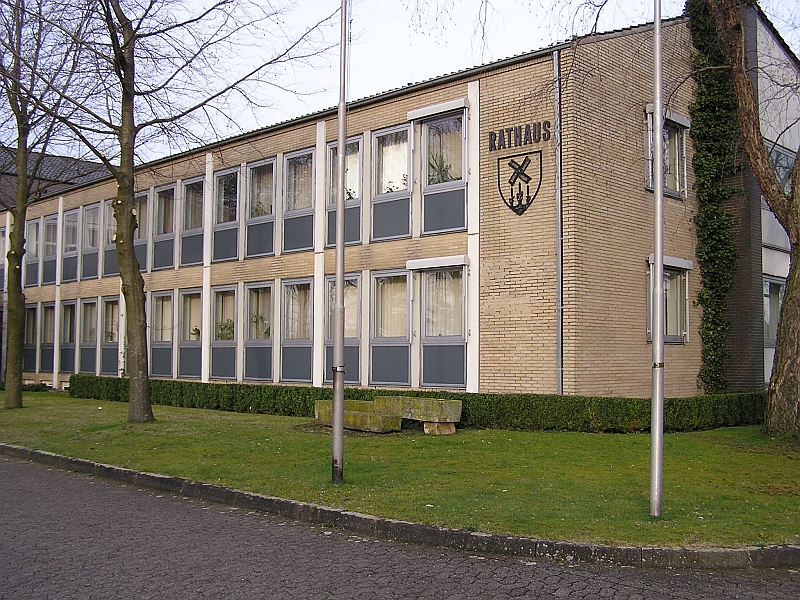
Das Rathaus der Gemeinde Hille in Hartum

### Bürgermeister
| 1973–1979 | Walter Rohde (FDP)          |
| 1979–1989 | Kurt Riechmann (CDU)        |
| 1989–1999 | Günter Grannemann (SPD)     |
| 1999–2008 | Reinhard Jasper (CDU)       |
| 2009–2020 | Michael Schweiß (SPD)       |
| 2020–     | Michael Schweiß (parteilos) |

Am 30. August 2009 wurde Michael Schweiß (SPD) mit 33,14 % zum neuen Bürgermeister gewählt und 2020 als parteiloser Kandidat in der Stichwahl mit 53,55 % im Amt bestätigt.

### Gemeindedirektoren
Bis zur Kommunalwahl 1999 war der Bürgermeister ehrenamtlich tätig und Mitglied des Gemeinderates, die Gemeindeverwaltung wurde von einem hauptamtlichen Gemeindedirektor geleitet. Im Jahr 1973 wurde der Amtsdirektor des aufgelösten Amtes Hartum Wilhelm Grote zum ersten Gemeindedirektor gewählt, er führte dieses Amt bis zu seiner Pensionierung im Jahr 1987 aus. 1987 konnte sich Reinhard Jasper bei der Wahl zum Gemeindedirektor nicht gegen seinen Gegenkandidaten durchsetzen, gewann aber den anschließenden Losentscheid.
| 1973–1987 | Wilhelm Grote         |
| 1987–1999 | Reinhard Jasper (CDU) |

### Wappen, Flagge, Banner und Siegel
Der Gemeinde Hille ist mit Urkunde des Regierungspräsidenten in Detmold vom 17. November 1981 das Recht zur Führung eines Wappens, einer Flagge und eines Siegels verliehen worden. (Hauptsatzung § 2)
| Banner, Wappen und Hissflagge |  |
|                               |  |
|                               |  |

Beschreibung des Wappens: In Silber (Weiß) aus einem roten Wellenschildfuß wachsend drei rote Moorkolben mit schwarzen Kolben, darüber rote schräg gestellte Windmühlenflügel.
Die Windmühlenflügel stammen aus dem Wappen des ehemaligen Amtes Hartum, auf dessen Gebiet es zahlreiche Windmühlen gibt. Die Moorkolben stammen aus dem Wappen der Ortschaft Hille, in deren Gebiet sich das Hiller Moor befindet; die Nutzung dieses Moores durch den Torfstich war früher für das Wirtschaftsleben der Gemeinde von Bedeutung. Die Verbindung von Rot und Silber will an die jahrhundertealte Zugehörigkeit des Gebiets zum Hochstift Minden erinnern.
Beschreibung der Flagge:
Von Weiß und Rot längs gestreift mit dem von der Mitte zur Stange verschobenen Gemeindewappen.
Beschreibung des Banners:
Von Weiß und Rot längs gestreift mit dem Gemeindewappen oberhalb der Mitte.
Beschreibung des Siegels:
Umschrift oben: GEMEINDE HILLE. Umschrift unten: KREIS MINDEN-LÜBBECKE. Siegelbild: Wappenschild, in dem der Inhalt des Gemeindewappens in Umrissen wiedergegeben ist.

### Gemeindepartnerschaften
Die Gemeinde Hille pflegt keine eigenen Gemeindepartnerschaften, sondern beteiligt sich an den Partnerschaftsprogrammen des Kreises Minden-Lübbecke.

## Kultur und Sehenswürdigkeiten

### Windmühlen
Hille ist ein wichtiger Teil der Westfälischen Mühlenstraße im Mühlenkreis Minden-Lübbecke. Fünf Exemplare der so genannten Holländerwindmühle stehen in der Gemeinde.  Die Hartumer Windmühle ist entkernt und zu einem Ferienhaus umgebaut worden. Die noch stehenden Windmühlen in Hille und in Nordhemmern sind funktionsuntüchtig, sie werden teilweise als zentraler Veranstaltungsort von Vereinen genutzt. Die Bockwindmühle im Westerfeld, „Kreugers Müoln“, wurde nach Sturmschaden in den 1940er Jahren abgerissen. An ihrem Standort, an der Mühlenstraße, findet sich der einzige, modern produzierende Mühlenbetrieb der Gemeinde Hille, das seit 1897 dort geführte mittelständische Futtermittelunternehmen Heinrich Meier GmbH & Co. KG.
Die Windmühle Eickhorst, bekannt als Storck's Mühle, wird von einer Mühlengruppe betrieben und ist in der Saison jeden dritten oder vierten Samstag geöffnet. Weiterhin befindet sich in Eickhorst eine Wassermühle, deren Wasserrad noch funktionstüchtig ist. Das dazugehörige Gebäude wurde in ein Wohnhaus umgebaut. Die Windmühle Südhemmern ist als Mühlenensemble mit Müllerhaus und Dorfgemeinschaftshaus ausgebaut worden. Die Mühle ist jeden zweiten und vierten Sonntag im Monat geöffnet; da dort jedoch kein Müller mehr vorhanden ist, darf die Mühle nicht mehr betrieben werden. Die Mindener Schifffahrtsgesellschaft bieten ein Kombiticket mit Schiff auf dem Mittellandkanal und der Museumseisenbahn zur Südhemmeraner Windmühle an.

### Theater
In der ländlichen Region gibt es kein eigenes Theatergebäude, jedoch werden unregelmäßig Theaterstücke in der Aula der Verbundschule Hille aufgeführt. Die nächsten größeren Theater befinden sich in Minden, Lübbecke und Espelkamp. Am Wiehengebirge haben sich in der Nachbarschaft der Gemeinde zwei Laienspielbühnen etabliert, die Freilichtbühne Nettelstedt und die Freilichtbühne Porta.

### Museen
Das Heimathaus Hartum zeigt in einem Fachwerkhaus von 1872 das Leben und die Arbeit in der „guten alten Zeit“. In Hartum steht auch das alte, ehemalige Amtsgefängnis. Bemerkenswert an diesem Gebäude ist, dass es immer schon eine doppelte Funktion hatte: Ein Teil des Gebäudes wurde als Feuerwehrhaus eingerichtet. In Holzhausen II findet sich neben der historischen Dorfschmiede ein Handwerksmuseum. Weiterhin befindet sich in Eickhorst die Moorgalerie, in der eine Fotoausstellung zum Großen Torfmoor zu finden ist.
Im Ortsteil Hille wurde in der ehemaligen Kornbrennerei Christian Meyer (gegründet 1721) bis 1990 Alkohol hergestellt. Das alte Brennereigebäude mit Kesselhaus und Kamin steht seit 1995 unter Denkmalschutz. Seit 2002 betreibt der Heimat- und Gartenbauverein Hille e. V. in dem Industriedenkmal ein Brennereimuseum. Der Produktionsablauf kann vom Kornboden bis zum Zollkeller nachvollzogen werden, da fast alle Apparaturen noch vorhanden sind; besonders erwähnenswert ist der Rohbrandturm von 1880 und die Dampfmaschine von 1895. Heute wird das Kesselhaus auch als Kulturstätte für Lesungen und Vorführungen genutzt. Auf dem Kornboden ist ein kleines Heimatmuseum mit alten hauswirtschaftlichen Geräten eingerichtet. Auf dem 22 Meter hohen Kamin befindet sich ein Storchennest. Weißstörche brüten hier regelmäßig seit 2003.

### Bauwerke

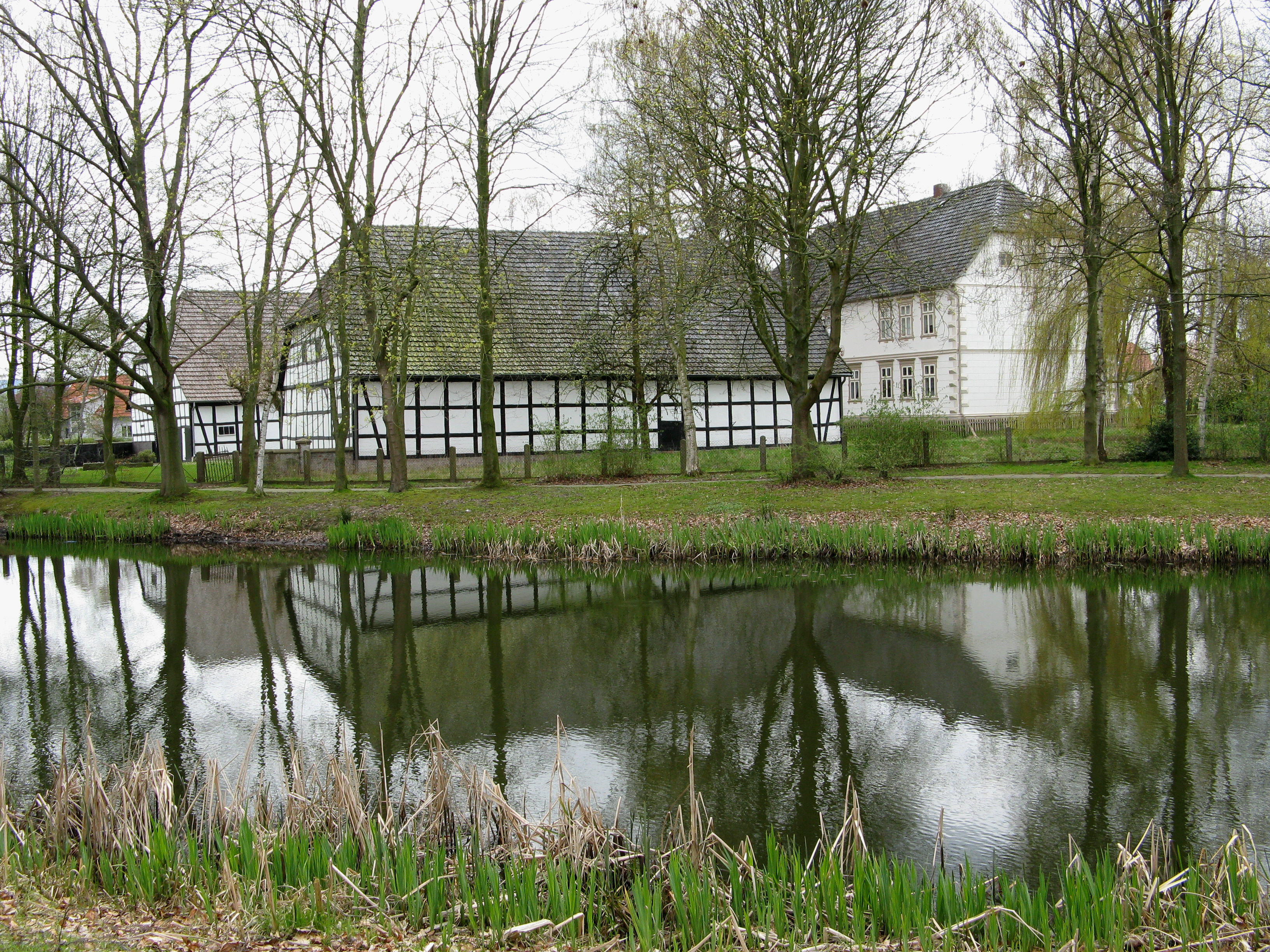
Reimlers Hof

Neben den Windmühlen in einigen Ortsteilen gibt es in jedem Dorf eine Dorfkirche, die im Stil der Gegend aus Feldsteinen, gebrannten Ziegeln und Holzkonstruktionen erbaut ist.
In der Ortschaft Hille steht die alte Brennerei Meyer, eine ehemalige Kornbrennerei. Auf ihrem Schornstein wurde ein Storchennest eingerichtet. Ebenfalls in Hille steht der alte von Oeynhausen’sche Adelssitz, heute besser als Reimlers Hof bekannt.
Die Hiller Kirche stammt aus dem Jahr 1523 und wurde in der Reformation zur evangelisch-lutherischen Kirche. Im Laufe der Zeit wurde sie vergrößert und umgebaut. Der Altar, der im Westen statt wie sonst üblich im Osten der Kirche steht, wurde Anfang des 18. Jahrhunderts vom Ehepaar von Oeynhausen/Pohlmann gestiftet. Bei der Renovierung im Jahr 1954/1955 wurden alte Deckengemälde aus dem Jahr 1523 freigelegt. Rund um die Kirche sind einige Grabsteine des ehemaligen Friedhofes erhalten. An der Außenmauer der Kirche selber wurde ein Grabstein aus dem 16. Jahrhundert aufgestellt, der den 1594 gestorbenen Mindener Domherren Conrad von Aswede zeigt. Ebenfalls sehenswert ist die 600-jährige Linde neben der Kirche.

### Parks und Naturdenkmäler

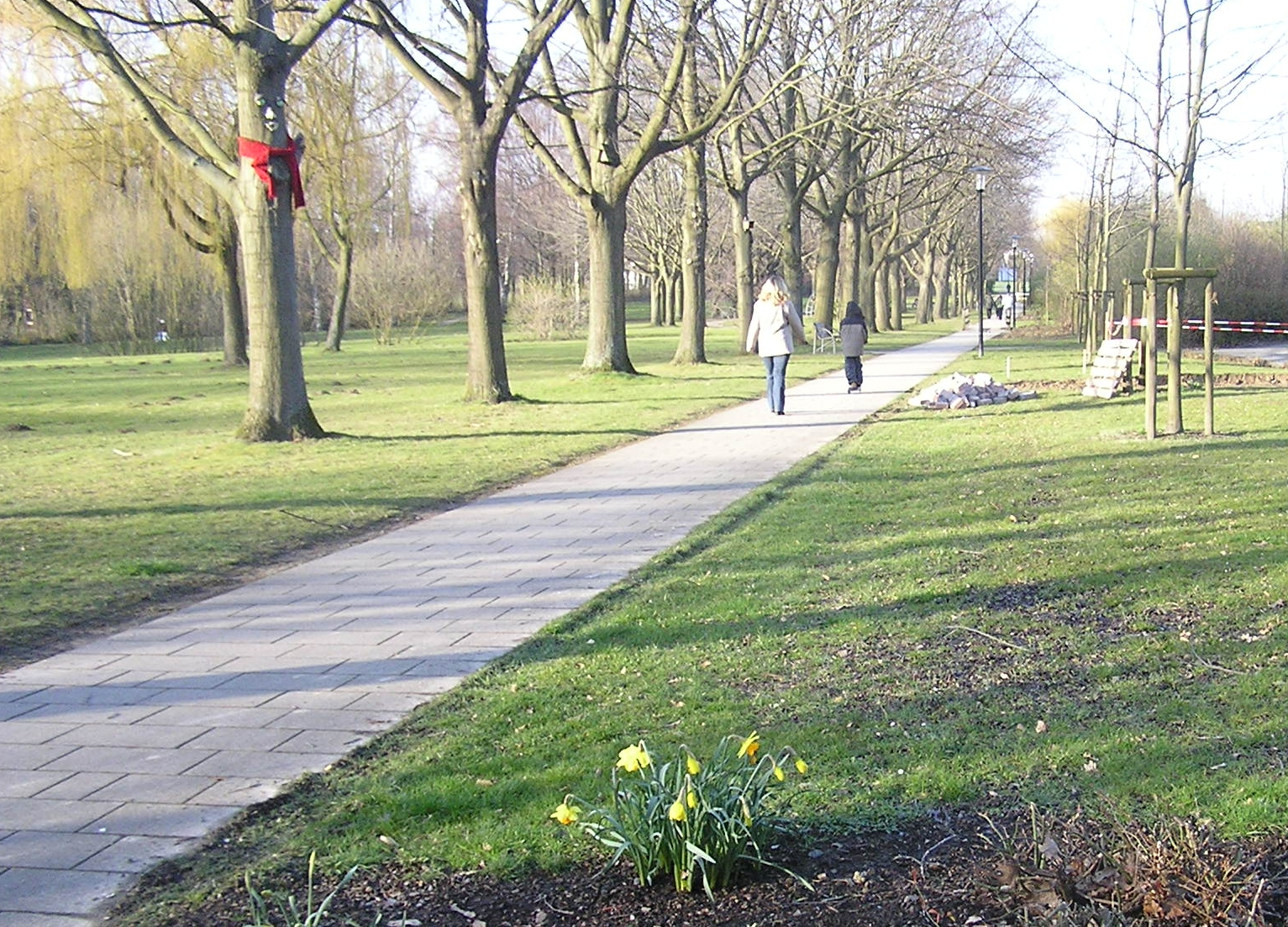
Kurpark in Rothenuffeln

Mit dem Naturschutzgebiet Großes Torfmoor, dem Naturschutzgebiet Bastauwiesen und dem Naherholungsgebiet Mindener Wald besitzt Hille einige schützenswerte Naturräume.
Am Nordhang des Wiehengebirges hat sich das alte Bauernbad Rothenuffeln mit seinen schwefelhaltigen Quellen etabliert. Hier findet sich ein alter Kurpark, der zum Wandeln der Kurgäste einlädt.
Die 40 ausgewiesenen Naturdenkmäler im Gemeindegebiet setzen sich aus 39 Gehölzen, bestehend aus Einzelbäumen, Baumgruppen und einer Hecke, und dem Tümpel im Aulmoor von Holzhausen II als einzigem flächenhaften Objekt zusammen.

### Sport
Hille und Umgebung ist ein Schwerpunkt der deutschen Handballszene. Die benachbarten Vereine TuS Nettelstedt-Lübbecke und Grün-Weiß Dankersen Minden spielten zeitweise in der Handball-Bundesliga. Die Handballnationalspieler Dieter Waltke und Frank von Behren kommen aus Hille. Jeder der örtlichen Sportvereine hat eine eigene Handballabteilung. Der TV Sachsenroß Hille spielte vier Jahre in der Regionalliga West und nahm einmal am DHB-Pokal teil. Die Frauenmannschaft von Eintracht Oberlübbe spielte drei Jahre in der Regionalliga und nahm einmal am DHB-Pokal teil.

### Regelmäßige Veranstaltungen
Seit 1564 wird jedes Jahr im April und September der Hiller Markt begangen. Im großen Kurpark in Rothenuffeln wird vom Jugendblasorchester Rothenuffeln alle zwei Jahre am ersten Wochenende nach den Schulferien die Große Parkbeleuchtung inszeniert.

### Kulinarische Spezialitäten
In der Region wird viel Getreide angebaut.

## Wirtschaft und Infrastruktur

### Verkehr

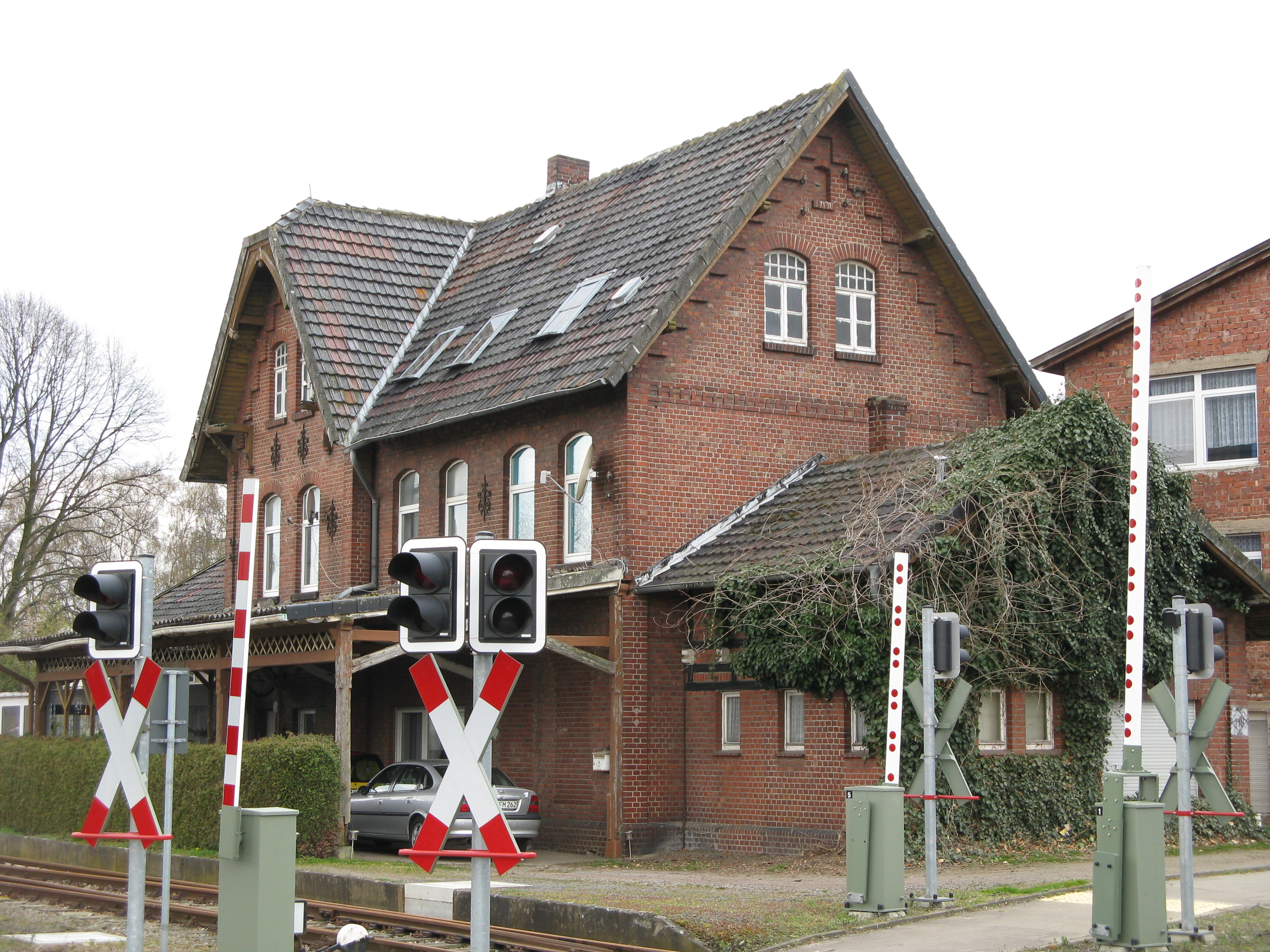
Altes Hiller Bahnhofsgebäude

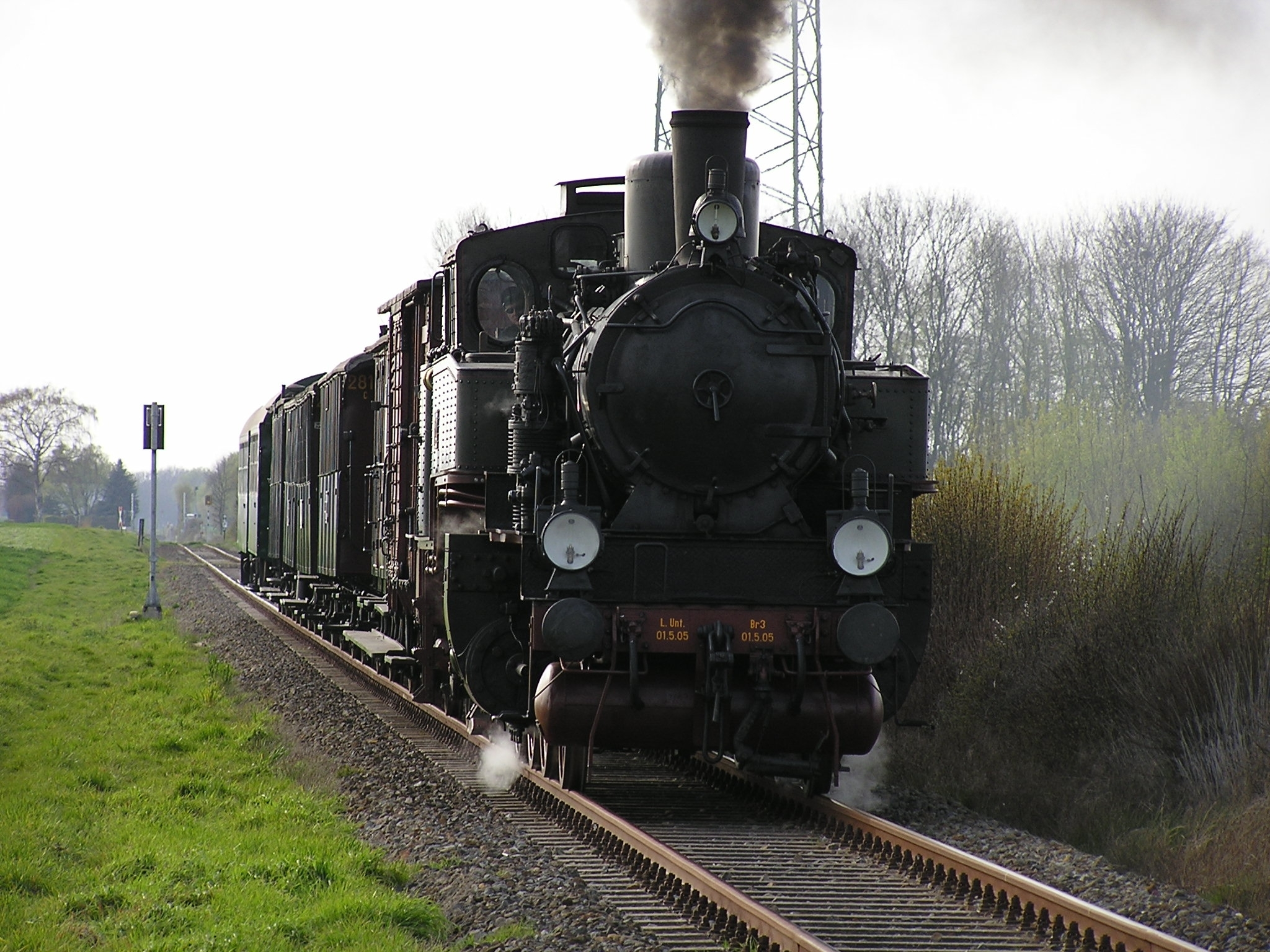
Museumseisenbahn Minden bei Hartum

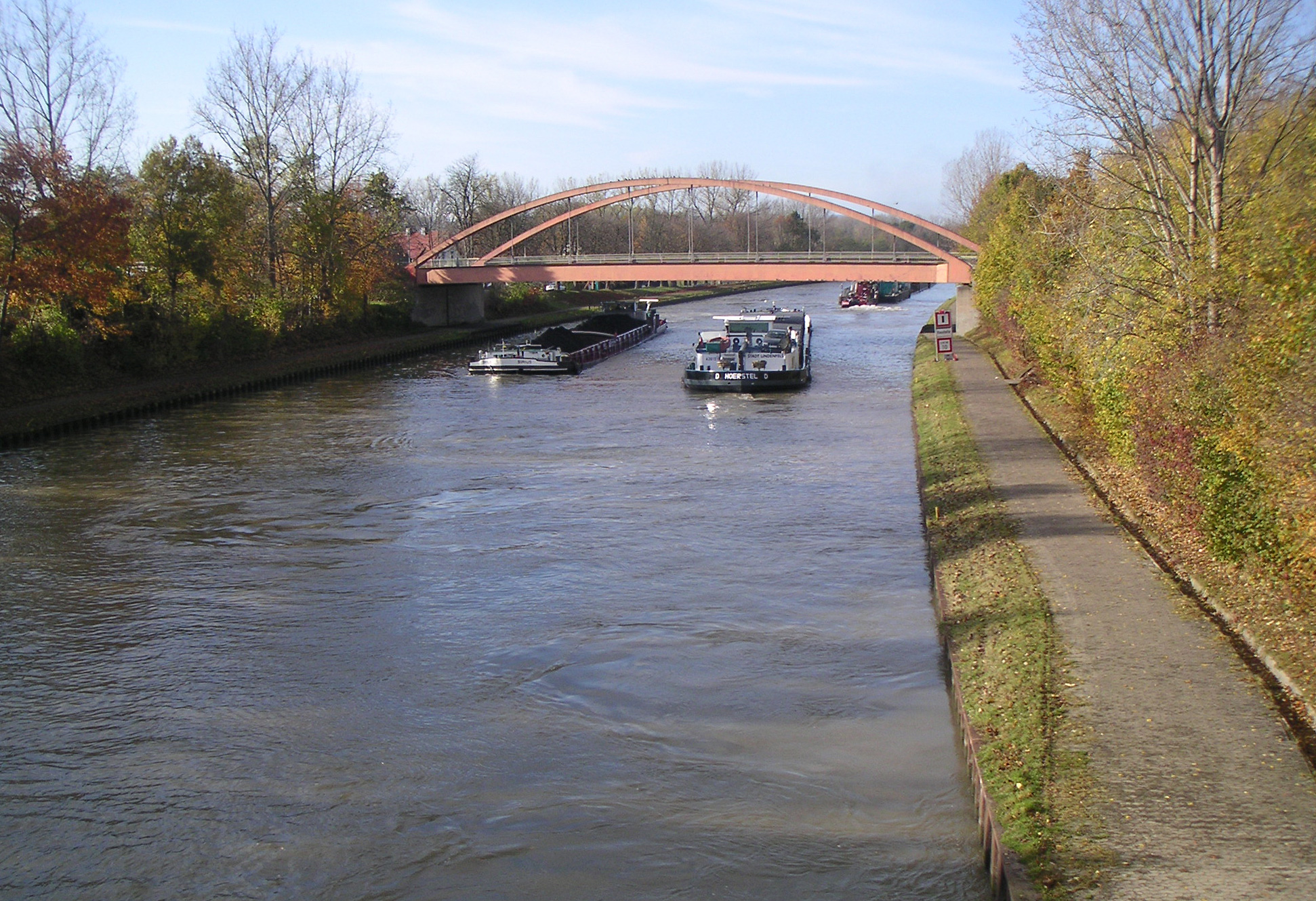
Mittellandkanal nahe Minden

Die Verkehrsstruktur der Gemeinde Hille wird durch den von Osten nach Westen verlaufenden Hauptkamm des Wiehengebirges und den in gleicher Richtung verlaufenden Mittellandkanal geprägt.
Durch das Gemeindegebiet verläuft die B 65 von Hannover nach Osnabrück als überregionale Straßenverbindung; durch den Bau der A 30 auf der Südseite des Wiehengebirges wurde sie entlastet.
Nächstgelegene Personenbahnhöfe sind Minden und Bad Oeynhausen (Hauptstrecke Bielefeld–Hannover beziehungsweise Osnabrück–Hannover) sowie Lübbecke und Espelkamp an der Ravensberger Bahn. Der Bahnhof Hille und der Hiller Hafen sind über die Mindener Kreisbahnen in Minden an das deutsche Bahnnetz angeschlossen. Die Museumsbahn (Museums-Eisenbahn Minden (MEM)) verkehrt auf der MKB-Strecke vom Bahnhof Hille über Hartum bis zu deren Heimatbahnhof Minden-Oberstadt mit der Möglichkeit des Weiterverkehrs dem gesamten MKB-Netz.
Hille und seine einzelnen Gemeindeteile können mit Regional- und Anrufbussen von Minden, Lübbecke, Espelkamp, Rahden oder Bad Oeynhausen erreicht werden. Seit August 2010 fährt ein Bürgerbus ab  Holzhausen über Hille nach Hartum. Hille gehört zum Tarifverbund Westfalentarif.
Als Bundeswasserstraße durchquert der Mittellandkanal die Gemeinde; der Hafen Hille ist trimodal mit den Mindener Kreisbahnen und dem Straßennetz verbunden.
Die Radfernwege Bremen–Bad Oeynhausen, Mühlenroute und Wellness-Radroute durchqueren das Gemeindegebiet.

### Ansässige Unternehmen
Das Gebiet der Gemeinde Hille war stark landwirtschaftlich geprägt. Neben Höfen auf guten Lößböden gab es viele Regionen mit schlechten Böden und kargen Einkommen. Viele Bewohner waren deshalb gezwungen sich anderweitig nach Arbeit umzusehen. So erstarkte im 18. Jahrhundert die Leinenherstellung und im 19. Jahrhundert die Zigarrenfabrikation. Beide waren stark geprägt von häuslicher Manufaktur und Heimarbeit, erlangten aber im Mindener Land keine industrielle Dimension.
Darüber hinaus bot der Wald die Grundlage für die hier weit verbreitete Möbelindustrie, die sich hier jedoch nicht so stark spezialisierte wie die Küchenmöbelindustrie im südlich gelegenen Ravensberger Land.
Beispiel dafür ist die Friedrich Priess GmbH & Co KG, eine seit 1931 bestehende Möbelfabrik in Unterlübbe. Die Prieß, Horstmann & Co. Maschinenbau GmbH & Co. KG ist als Maschinenbauunternehmen in der Möbelzulieferung tätig.
Die R. Bücker EDV-Beratung Datentechnik GmbH ist ein mittelständisches IT-Unternehmen, die UPHOFF Schlosserei GmbH ein Stahlbau- und Schlossereibetrieb mit 20 Mitarbeitern. Weiterhin gibt es die im Fensterbau tätige dtH Tiemann GmbH. In Unterlübbe findet sich die ESKATE Rohrverbindungstechnik GmbH, ein Unternehmen der metallverarbeitenden Industrie mit Spezialisierung auf die Herstellung von Flansch- und Spannringverbindungen sowie Sonderbiegeteilen.
Im Hafen Hille am Mittellandkanal ist eine Niederlassung des Logistikunternehmens Rhenus GmbH zu finden.
In der Ortschaft Unterlübbe liegt die Wiehengebirgsmolkerei.
Auf dem Gebiet der Gemeinde Hille liegt heute das vom Kreis betriebene Entsorgungszentrum Pohlsche Heide, das Aufgaben im Rahmen des Abfallentsorgungskonzeptes weit über den Kreis hinaus wahrnimmt.
Der Flächennutzungsplan der Gemeinde Hille weist größere Gewerbegebiete in den Ortsteilen Hille, Unterlübbe, Eickhorst und Hartum aus.

### Medien
Die öffentliche Presse kommt im Gebiet der Gemeinde Hille traditionell aus dem Mittelzentrum Minden. So ist hier das Verbreitungsgebiet des Mindener Tageblatts, das ständig eine Lokalseite Hille hat. Der öffentlich-rechtliche Rundfunk wird vom Westdeutschen Rundfunk als Landesrundfunkanstalt wahrgenommen. Der regionale Rundfunk mit Schwerpunkt Ostwestfalen wird aus dem Studio Bielefeld des WDR für Radio und Fernsehen produziert. Als private Konkurrenz tritt Radio Westfalica aus Minden auf, dessen lokales Fenster gerade verstärkt wird.

### Öffentliche Einrichtungen
Die Freiwillige Feuerwehr Hille besteht aus neun selbständigen Löschgruppen, die jeweils in einem der Dörfer der Gemeinde stationiert sind. In Hille befindet sich das Feuerwehrtechnische Zentrum des Kreises sowie die Integrierte Leitstelle für den Brandschutz, die Hilfeleistung, den Katastrophenschutz und den Rettungsdienst.
Das Gemeindegebiet gehört zum Einzugsbereich der Mühlenkreiskliniken mit Krankenhäusern in Minden, Lübbecke und Rahden.
Weiterhin ist das Deutsche Rote Kreuz Ortsverein Hille e. V. in der Gemeinde vertreten und der DRK-Einsatzeinheit Minden-Lübbecke 02 unterstellt, im Rahmen der nichtpolizeilichen Gefahrenabwehr, mit der Einsatzeinheit Mitte im Katastrophenschutz tätig.
Der Abfall der Gemeinde Hille wird gemäß Abfallgesetz der Bundesrepublik Deutschland im Entsorgungszentrum Pohlsche Heide entsorgt.

### Bildung
Lange gab es in den zur Gemeinde gehörenden Dörfern eigene Schulen, in denen jahrgangsübergreifend unterrichtet wurde. Nach dem Anwachsen der Bevölkerung in der Nachkriegszeit wurden dort Jahrgangsklassen eingeführt. Diese konnten durch den später einsetzenden Geburtenrückgang nicht mehr alle gehalten werden und wurden zusammengefasst. Infolgedessen haben einzelne Ortschaften keine eigene Grundschule mehr, für die Schüler ist ein Schulbusverkehr eingerichtet. Heute haben nur noch Hille, Nordhemmern, Oberlübbe und Rothenuffeln eine eigene Grundschule.
Für die Großgemeinde Hille stellte sich die Aufgabe, im Gemeindegebiet weiterführende Schulen anzubieten, während es früher üblich war, zum Besuch einer höheren Schule in die Kreisstädte Minden oder Lübbecke zu fahren. In der Ortschaft Hille wurde in den 1990er Jahren die Hauptschule zu einer Gesamtschule mit gymnasialer Oberstufe umgewandelt, 2006 wurde ein gymnasialer Zweig genehmigt und die Gesamtschule Hille zur Verbundschule Hille umbenannt.
Weiterhin sind in der Gemeinde die Schulen für Erziehungshilfe des Kreises Minden-Lübbecke und die Schule für Sprachbehinderte des Kreises Minden-Lübbecke angesiedelt.
Die Gemeinde Hille gehört dem Zweckverband der Volkshochschule Minden an, die auch im Gemeindegebiet Lehrveranstaltungen anbietet.

## Persönlichkeiten

### Im Gebiet der heutigen Gemeinde Hille geboren
- Johann Heinrich Volkening (1796–1877), Theologe
- Ernst Heinrich Wilhelm Hampe (1806–um 1862), Maler
- Abraham Jacobi (1830–1919), Begründer der Kinderheilkunde in den USA
- Christian Friedrich Wilhelm (Chris) von der Ahe (1851–1913), Geschäftsmann und Gründer der St. Louis Brown Stockings
- Christian Weber (1898–1969), Politiker (CDU), Mitglied des Landtages
- Helmut Koch (1919–2015), Wirtschaftswissenschaftler
- Friedrich Schonhofen (1921–1984), Politiker (SPD), Landrat des Kreises Minden, Mitglied des Deutschen Bundestages
- Joachim Radkau (* 1943), Historiker
- Karl-Heinz Haseloh (* 1946), Politiker (SPD), Mitglied des Landtags
- Wolfgang Freitag (* 1952), Mitglied der Mindener Stichlinge
- Thomas Krämer (* 1952), Musiktheoretiker, Komponist und Dirigent
- Wolfgang Tiemann (* 1952), Künstler
- Dieter Waltke (* 1953), genannt Jimmy, Handballspieler
- Martina Tegtmeier (* 1958), Politikerin (SPD), Mitglied des Landtages von Mecklenburg-Vorpommern
- Dorothea Frederking (* 1964), Politikerin (Bündnis 90/Die Grünen), Mitglied des Landtags in Sachsen-Anhalt
- André Fuhr (* 1971), Handballtrainer
- Frank von Behren (* 1976), Handballspieler

### Mit Hille verbunden
- Andrea Gerecke (* 1957), Krimiautorin, lebt im Ortsteil Unterlübbe.

### Ehrenbürger
Die Gemeinde verzeichnet keine Ehrenbürger.